# Ion Monea
Ion Monea (30 de novembro de 1940 - 1 de março de 2011) foi um pugilista olímpico romeno que competia na categoria dos meio-pesados. O Pugilista ganhou melhadas de ouros em 1960 e outra em 1968 no jogos olímpicos. Morreu devido uma Mesotelioma e uma doença respiratória.